# Лордкипанидзе, Важа Георгиевич
Важа Георгиевич Лордкипанидзе (груз. ვაჟა გიორგის ძე ლორთქიფანიძე; род. 29 ноября 1949, Тбилиси) — грузинский политик, бывший премьер-министр Грузии и посол Грузии в России, депутат Парламента Грузии.

## Ранние годы
Лордкипанидзе родился 29 ноября 1949 года в Тбилиси, Грузинская ССР. В 1973 году он окончил математический факультет Тбилисского государственного университета и Московскую академию наук со степенью кандидата, а затем доктора наук.
В 1983—1986 годах он был вторым, а затем первым секретарём ЦК комсомола Грузии во время пребывания Эдуарда Шеварднадзе на должности первого секретаря ЦК КП Грузии. В 1986—1988 годах он был первым секретарём Мтацминдинского райкома Коммунистической партии Грузии, затем работал заведующим отделом в ЦК Компартии Грузии, а в 1989—1990 годах — заместителем председателя Совета Министров Грузинской ССР.

## Политическая карьера
Когда Грузия во главе со Звиадом Гамсахурдией получила независимость от СССР, Лордкипанидзе оставил государственную службу и устроился на работу в Тбилисский научно-исследовательский институт, но с возвращением Шеварднадзе к власти в январе 1992 года он был немедленно назначен главой администрации президента Грузии, занимал этот пост до 17 января 1995 года. С 1995 по 1998 год он был послом Грузии в России. В его дополнительные обязанности входило представление грузинской стороны на переговорах с Абхазией при посредничестве России. У него были хорошие отношения с высокопоставленными чиновниками в правительстве России, но на Родине оппозиционные партии считали его пророссийским. Лордкипанидзе был назначен государственным министром Грузии 31 июля 1998 года вскоре после того, как Николоз Лекишвили ушёл в отставку с должности 26 июля из-за критики в адрес экономической политики. Лордкипанидзе покинул свой пост 11 мая 2000 года и был заменен Георгием Арсенишвили. Он был избран лидером Христианско-демократического союза Грузии в ноябре 2002 года.
Считающийся близким союзником Шеварднадзе, он был назначен главой кампании пропрезидентского блока «Альянс за новую Грузию» в ходе парламентских выборов 2003 года.
Он имеет докторскую степень по экономике и в настоящее время является профессором Тбилисского государственного университета.
Женат на Ирине Хомерики с 1983 года, двое детей: Нино (1984) и Ана (1993).